# Мегленорумунська мова
Меглено-румунська мова — східнороманська мова, поширена в Північній Македонії, Греції, Туреччині та Румунії.

## Назва
Термін «меглено-румунська мова», а також етнонім «мегленорумуни» ввів перший дослідник цієї мови Г.Вейганд (за назвою Області Меглен). Самі мегленорумуни називають себе vlaʊ̯ «волох», а свою мову позначають за допомогою прислівника vlăşéşte «(говорити) волоською». Інші назви їхньої мови: мегленська, мегленітська, мегленоволоська. Румунською: meglenită, meglenoromână, німецькою: Meglenitisch, Meglenorumänisch.

## Загальні відомості
Належить до східнороманської підгрупи романської групи індоєвропейської мовної сім'ї. Найбільш близька до арумунської мови. Частина лінгвістів розглядають меглено-румунську як самостійну мову, частина — відносить її до діалектів румунської мови. Є зникаючою мовою. Загальна кількість мовців — близько 5000 осіб.
Меглено-румунська мова сформувалася на основі романських говірок волохів, що заселили територію свого нинішнього проживання в 12-13 століттях. Дослідження меглено-румунської мови почалися на рубежі 19-20 століть, вперше меглено-румунська була вивчена німецьким лінгвістом Г.Вейгандом. Виділяють македонські говірки, центральні говори, говір Лундзіні, а також протиставлений іншим меглено-румунським діалектам, наближений до арумунської мови, говір Цернарекі. Мова неписьменна, використовується обмежено переважно в усному спілкуванні.

## Історія
До теперішнього ареалу проживання предки мегленорумунів прийшли в 12-13 століттях. Після Першої світової війни через територію поширення меглено-румунської мови проліг греко-югославський кордон. Після греко-турецької війни мегленорумуни-мусульмани з села Нонті були переміщені до Туреччини. У 1930-ті роки 340 сімей мегленорумунів переселилися в Румунію, переважно в Добруджу. Під час громадянської війни в Греції частина мегленорумунів відселилии в соціалістичні країни: СРСР, ЧССР, Польщу, Угорщину, Румунію та Югославію. Багато з них пізніше повернулися на батьківщину. Починаючи з 1950-х років йде відтік населення в грецькі і македонські міста, а також еміграція в країни Західної Європи.

## Розповсюдження

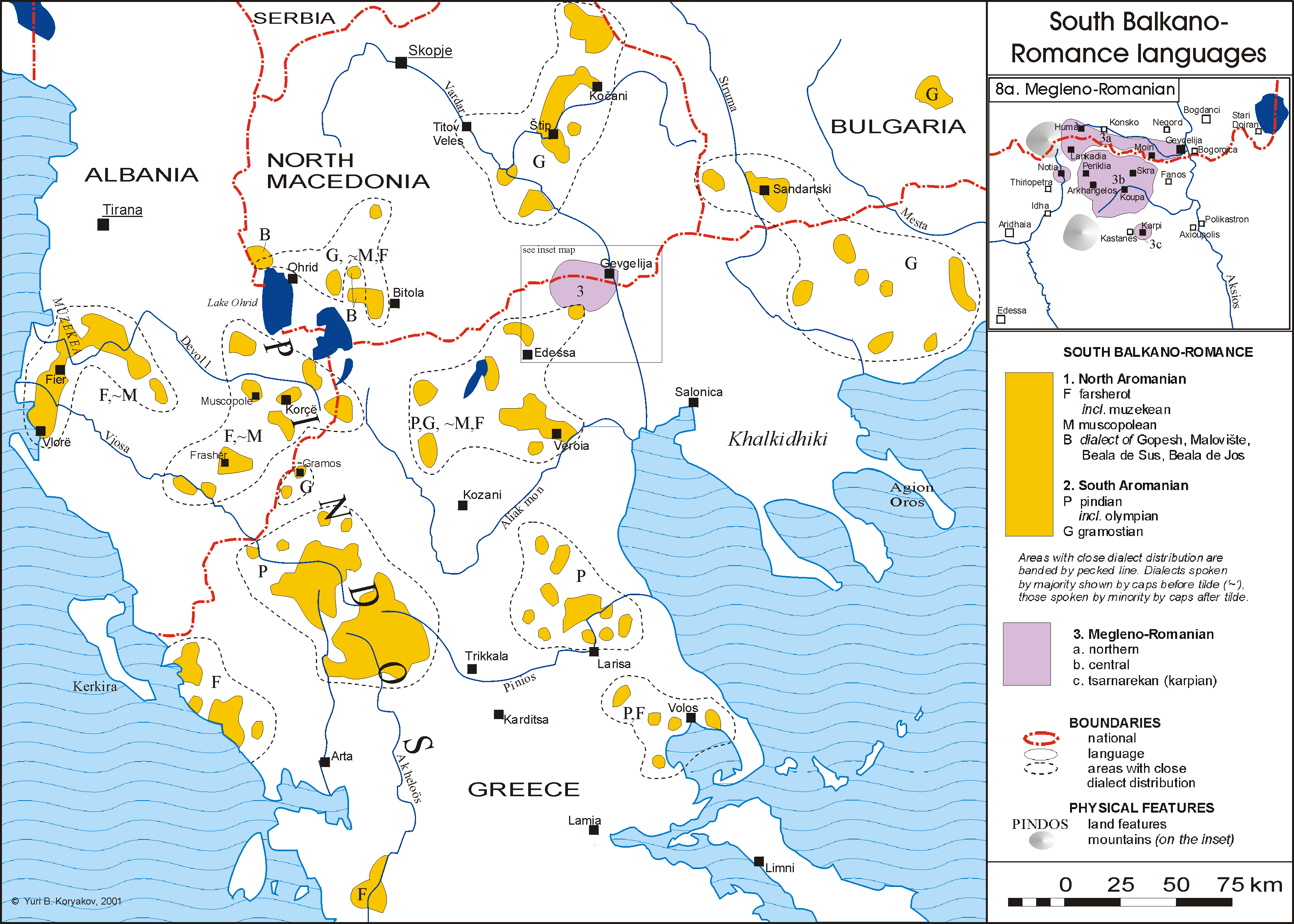
Розповсюдження меглено-румунської та арумунської мов

Меглено-румунською мовою говорять жителі кількох сіл, розташованих в долині Меглен (верхів'я річки Могленіца) і в гірських масивах Кожуф і Пайко по обидві боки кордону між Грецією та Північною Македонією. Велика частина мовного ареалу лежить на грецькому боці кордону і входить до складу адміністративної області Центральна Македонія (за чинним з 2011 року адміністративним поділом Греції). На території діму Меглен розташовані меглено-румунські села Нонті (грец. Νότια.) Лундзінь (грец. Λαγκαδιά.) Біріслав (грец. Περίκλεα.) Ошинь (грец Αρχάγγελος.); на території діму Пеонія — села Люмніца Купа (грец. Κούπα.) і Цернарека (грец. Κάρπη.) (грец. Σκρα.). У македонській частині ареалу (громада Гевгелія на південному сході Північної Македонії) розташоване майже безлюдне мегленорумунське село Хума (велика частина проживали в ньому носіїв меглено-румунської мови в 1950-х роках переселилася в місто Гевгелія).
Можливо, меглено-румунську мову зберігають іммігранти, що переселилися з Греції та Північної Македонії протягом 20 століття в Туреччину, Узбекистан (місто Ташкент), а також в Румунію та інші країни Європи.
До Другої світової війни мегленорумунів налічувалося близько 15 тисяч чоловік. Пізніше їх чисельність скоротилася: за одними оцінками, тисяч до 4-5 тис., за іншими — до 9-10 тис. осіб. При цьому меглено-румунська практично не засвоюється дітьми.

## Писемність
Власна писемність у мегленорумунів відсутня. В наукових публікаціях меглено-румунська записується латинкою з додаванням певних літер: ę (ɛ), ǫ (ɔ), ă або ĕ (ə), ț (t͡s), ḑ (d͡z), č (t͡ʃ), ğ (d͡ʒ), ń (ɲ), ľ (ʎ), k’ (c), g’ (ɟ), h’ (ç).

## Приклади тексту
| GURA (менгело-румунською)                                                      |                 | GURA (румунською)                                                                   |
| ------------------------------------------------------------------------------ | --------------- | ----------------------------------------------------------------------------------- |
| Ạń am un ại̯or plin di cal’ al'bi. Saldi un roș ăn mejluc tucu ạl’ clutsăi̯aști. |                 | Am un grajd plin de cai albi. Numai unul roșu în mijloc îi tot lovește cu piciorul. |
| Ugudea, tse-i?                                                                 | Ghici, ce este? |                                                                                     |

### Ninelu
Ninelu («Перстень», записано в селі Ошань): Nu-ń-mi strinzi di mǫnă,
Să nu-ń-la frǫnzi ninelu;
Să nu-ń-la frǫnzi ninelu,
Cu dǫu̯sprets di rap.
Cum s-mi duc i̯o casă,
Cum s-la dau̯ dževapu;
Cum s-la dau̯ dževapu,
La tāti ši la māma.
Tāti să-ń-mi tăltšască,
Māma să-ń-mi zăplǫngă;
Māma să-ń-mi zăplǫngă,
Bebi să-ń-mi drubească.
Hai̯di feată cāsă,
Io s-la dar ninelu;
Io s-la dar ninelu,
Cu pai̯sprăts di rap.